# 金生喜造
金生 喜造（かのう きぞう、1887年 - 1982年）は、日本の地政学者、地理学者。

## 経歴
福岡県立中学修猷館を経て、東京高等師範学校英語科を卒業した後、ベルリン大学外国人語学科に学ぶ。
中学修猷館の英語教諭などを務めた後、福岡日日新聞に入社し、主筆を務めるが、その傍ら、地政学に関する数多くのドイツ語文献を翻訳し、自らも地政学に関する著作を著す。1941年、設立された日本地政学協会の参与に就任。1943年、新聞統制により福岡日日新聞が九州日報と統合され西日本新聞となるとその調査部長に就任する。
戦後、公職追放を受けるが、解除後、西日本新聞副主筆、福岡市立拓殖専門学校講師などを務めている。

## 著書
- 「欧州の現勢:戦局の展開と地政学（上・下）」 古今書院 1940年-1941年
- 「国境論」 日新書院 1942年
- 「大東亜地政学と青年」 潮文閣 1943年

## 翻訳
- 「権謀術数論」 ニッコロ・マキャヴェッリ著 巣園学舎出版部 1914年
- 「近代独逸人の精神生活の哲学」 ヴィルヘルム・ヴィンデルバント著 内外出版 1925年
- 「領土・民族・国家」 ルドルフ・チェレーン著 三省堂 1942年
- 「地政学的世界現勢地図」 C.H.マックファーデン著 日新書院 1942年
- 「ロシア政治外交史」 ヴェルナドスキー著 古今書院 1943年